# Java Java Java Java
Java Java Java Java ist ein Dub-Album der jamaikanischen Studioband Impact All Stars. Java Java Java Java zählt neben Upsetters 14 Dub Black Board Jungle zu den ersten grundlegenden Dub-Alben der Musikgeschichte. Die Erstpressung der Schallplatte ist 1973 in einer Auflage von lediglich 500 oder 1000 Stück erschienen.

## Titelliste

### Seite 1
1. Marabi
2. Kelly’s Place
3. More Stars
4. Rebel’s Spot
5. Dun-Kirk

### Seite 2
1. Java (Part 1)
2. Java (Part 2)
3. Black Man’s World
4. Bubble Strut
5. Jam-Rock Reggae

### CD-Reissue
1. Guiding Dub – 3:11 (basiert auf Guiding Star von The Heptones)
2. Cheating Dub – 2:51
3. E.T. Special – 2:48
4. Soulful Dub – 2:58
5. Ordinary Version Dub / Forward the Bass – 2:49 (Ordinary Man von Lloyd Parks)
6. Java Dub – 2:59 (Java von Augustus Pablo)
7. Meet Me Dub – 3:00 (Meet Me at the Corner von Dennis Brown)
8. Black Man’s Dub – 4:05 (Black Man’s Word von Alton Ellis)
9. King Babylon Dub – 3:04 (King of Babylon von Junior Byles)
10. Hide Away Dub – 3:06

## Rezeption
Patrick Taylor schreibt auf RapReviews.com, dass das Album zu den ersten Dub-Alben zählt, die jemals veröffentlicht wurden, aber noch ohne die zahlreichen Effekte und Schichten aus Nachhall seiner Nachfolger aus den Siebzigerjahren daherkommt: „Da es eines der ersten Alben ist, fehlen viele der Studiotricks, die später zu Markenzeichen des Genres wurden. Viele der hochgelobten Dub-Alben der späten Siebziger und frühen Achtziger boten radikale Neuinterpretationen des Basistracks. Das Gleiche kann man hier nicht behaupten.“